# پایگاه نیروی هوایی نامپونگ
پایگاه نیروی هوایی نامپونگ (به انگلیسی: Nampong Air Force Base) (به زبان بومی: West Nampong Airport) یک فرودگاه نظامی است . این فرودگاه در کشور میانمار قرار دارد و در ارتفاع ۱۴۰ متری از سطح دریا واقع شده‌است.